# Zaśnięcie Matki Boskiej
Zaśnięcie Matki Boskiej – obraz włoskiego malarza i rytownika Andrei Mantegni.
Obraz przedstawia scenę zaczerpniętą ze Złotej legendy Jakuba da Voragine przedstawiającą moment oddawania hołdu przez apostołów zmarłej Matce Boskiej. Na obrazie złożenie pokłonu przerodziło się w liturgię katolicką, którą odprawia święty Piotr trzymający mszał. Pozostali apostołowie uczestniczą w obrządku trzymając naczynie z wodą i kadzidło; św. Jan trzyma gałązkę palmową, a pozostali apostołowie, zgodnie z legendą, śpiewają Alleluja.
Scena rozgrywa się na tle pejzażu, w którym rozpoznawano Mantuę z 1490 roku; widok pochodzi prawdopodobnie z rezydencji Gonzagów i przedstawia sztuczne jezioro (zalew) na rzece Mincio, most oraz osadę San Giorgio.
Obraz powstał prawdopodobnie jako część dekoracji kaplicy San Giorgio w rezydencji Ludwika II Gonzagi. Po zburzeniu kaplicy obraz został przewieziony do Ferrary. Tam dzieło zostało przycięte tak, by pasowało do nowego wystroju. W 1627 roku król Anglii Karol I odkupił obraz od Gonzagów, następnie za panowania Filipa IV dzieło zostało sprowadzone do Hiszpanii.